# Shi-Yeon Sung
Shi-Yeon Sung (Busan, 1975) es una directora de orquesta clásica coreana.

## Trayectoria
En 2007, se convirtió en la primera directora asistente femenina de la Orquesta Sinfónica de Boston, cargo que ocupó hasta 2010. También fue directora asociada de la Filarmónica de Seúl de 2009 a 2013. Ha servido como directora artística y directora principal de la Orquesta Filarmónica de Gyeonggi desde enero de 2014.
Entre las orquestas que ha dirigido, se encuentran la Orquesta Filarmónica de Los Ángeles, la Real Orquesta Filarmónica de Estocolmo, la Orquesta Sinfónica de la Radio Sueca y la Orquesta Sinfónica Nacional de Estados Unidos.

## Reconocimientos
En 2006, se convirtió en la primera mujer en obtener el primer premio en el Concurso Internacional de Directores Sir Georg Solti. En 2007, ganó el segundo premio en el Concurso de Dirección Gustav Mahler de Bamberg (en esta edición no se otorgó el primer premio). 